# Acronicta exempta
Acronicta exempta là một loài bướm đêm trong họ Noctuidae.